# 滯洪池

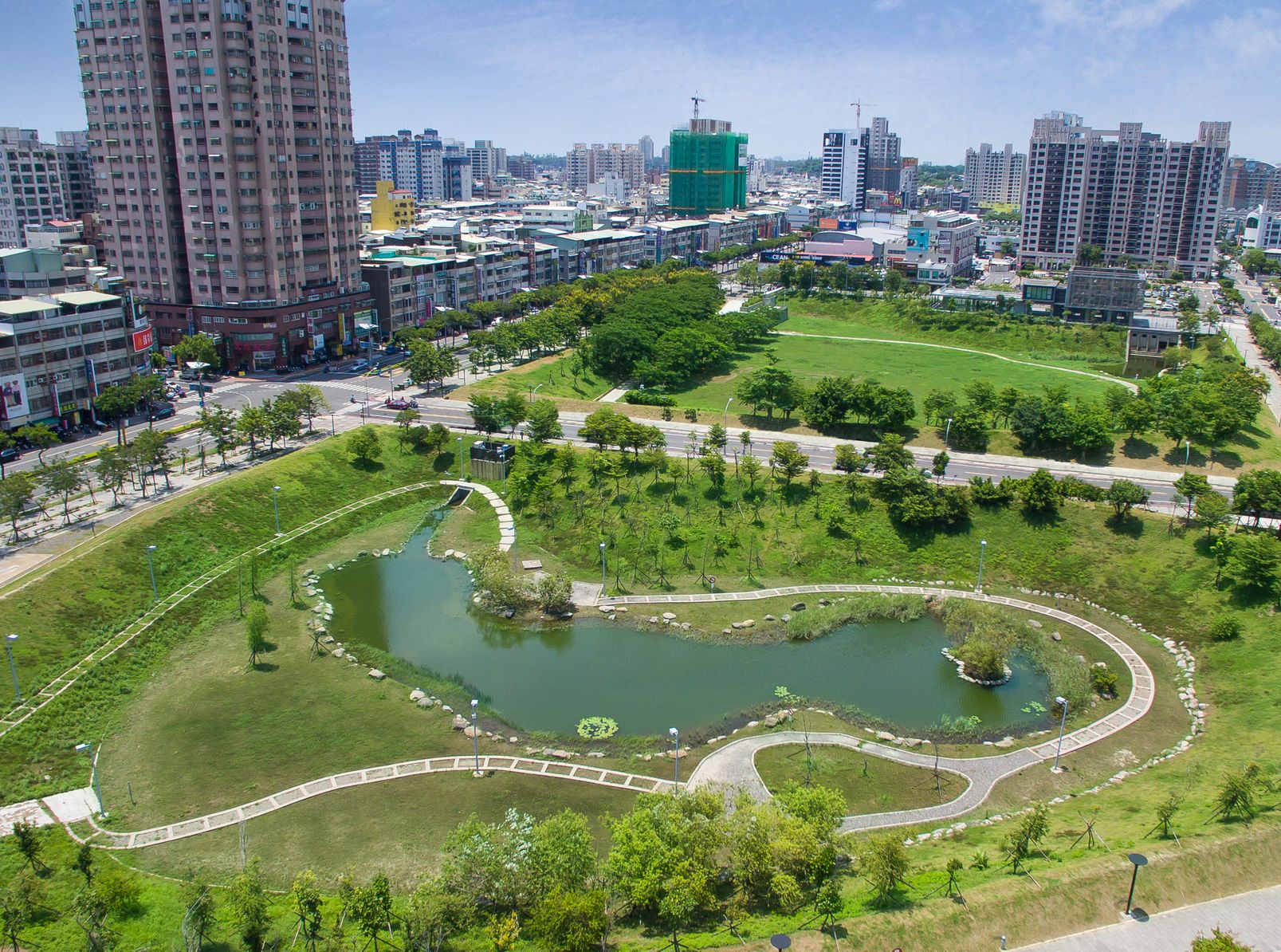
高雄市三民區寶業里滯洪公園，總蓄水量達10萬噸

滯洪池（detention basin）是於河溪湖泊周边、鄰接處或支流上開挖出的低洼區域，平时的水位通常较低甚至时常干涸，功能是在暴雨来临时將突增的地表逕流暫時儲存，以控制洪水的蔓延速度，降低尖峰流量對下游低勢地區所帶來的傷害。长期保持有水并且周边有植被围绕的滞洪池称作调整池。
一般來說，滯洪池絕大多數為人造坑地，除了一般收納洪水功能外，在天候良好的季節可充當遊憩功能（如公園、運動場等）或成為生態湖泊为野生动物提供棲息地。

## 外部連結
- Detention vs. retention - Project Brays (德州哈里斯郡)
- Maintaining Your BMPs: A Guidebook for Private Owners & Operators in Northern Virginia